# Мартино (Ярославская область)
Мартино – деревня на территории Николо-Кормской сельской администрации Покровского сельского поселения Рыбинского района Ярославской области . 
Деревня расположена на западной окраине болота Великий Мох на расстоянии около 2 км на юг от посёлка Великий Мох, на расстоянии около 8 км от автомобильной дороги Р104 на участке Углич-Рыбинск, на юго-восток от расположенного на дороге села Никольское. Дорога к деревне идёт на юго-восток от северо-восточной окраины села Никольского, по правому берегу реки Корма, проходит мимо деревни Григорково, пересекает приток Кормы Крюковку и далее следует по левому берегу Крюковки через Липки и далее на Мешково, откуда отворачивает на юг на Мартино. Дорога на юг далее ведёт через 1 км к деревне Мильково. Отсутствие транспортного сообщения с посёлком Великий Мох представляет серьёзную проблему, планируется строительство новой дороги на посёлок через Мешково и Липки. Это позволяет частично использовать уже существующие на этом направлении участки дорог  и очевидно улучшит и транспортную доступность Мартино, от которого до Мешково около 1 км. 
Деревня Мартина указана на плане Генерального межевания Рыбинского уезда 1792 года.
В окрестностях деревни система мелиоративных канав, которая служит истоком реки Койка. 
На 1 января 2007 года в деревне проживало 2 человека. . По почтовым данным в деревне 7 домов .
Транспортная связь по дороге Р-104, автобус связывает деревню с Рыбинском, Мышкиным и Угличем. Администрация сельского поселения и центр врача общей практики находится в посёлке Искра Октября, почтовое отделение в селе Покров  (оба по дороге в сторону Рыбинска).